# Владимирський Лев Анатолійович
Владимирський Лев Анатолійович (рос. Лев Анато́льевич Влади́мирский, 27.09.1903–07.09.1973) — військовик, адмірал (1954).

## Біографія
Народився в м. Гур'єв (нині Атирау, Казахстан). Від 1921 року у ВМФ. Закінчив Військово-морське училище ім. М.Фрунзе (1925), Військову академію Генштабу (1952). Від 1939 — командувач ескадрою на Чорному морі.
Під час Великої вітчизняної війни Радянського Союзу 1941—1945 кораблі ескадри під командуванням контр-адмірала Владимирського взаємодіяли з військами Приморської армії при обороні Одеси і Севастополя. Адмірал Владимирський керував діями кораблів загону висадки в Керченсько-Феодосійській десантній операції 1941—1942. Від травня 1943 року — командувач Чорноморським флотом, з травня 1944 року  — ескадрою Балтійського флоту.
Після війни — командувач ескадрою, у 1948–51 роках — заступник головного інспектора ЗС з ВМФ, потім начальник Головного управління бойової підготовки ВМФ, заступник головнокомандувача ВМФ з кораблебудування. У 1959–70 роках — на науковій і викладацькій роботі.
Помер у м. Москва.